# Varbergs historia

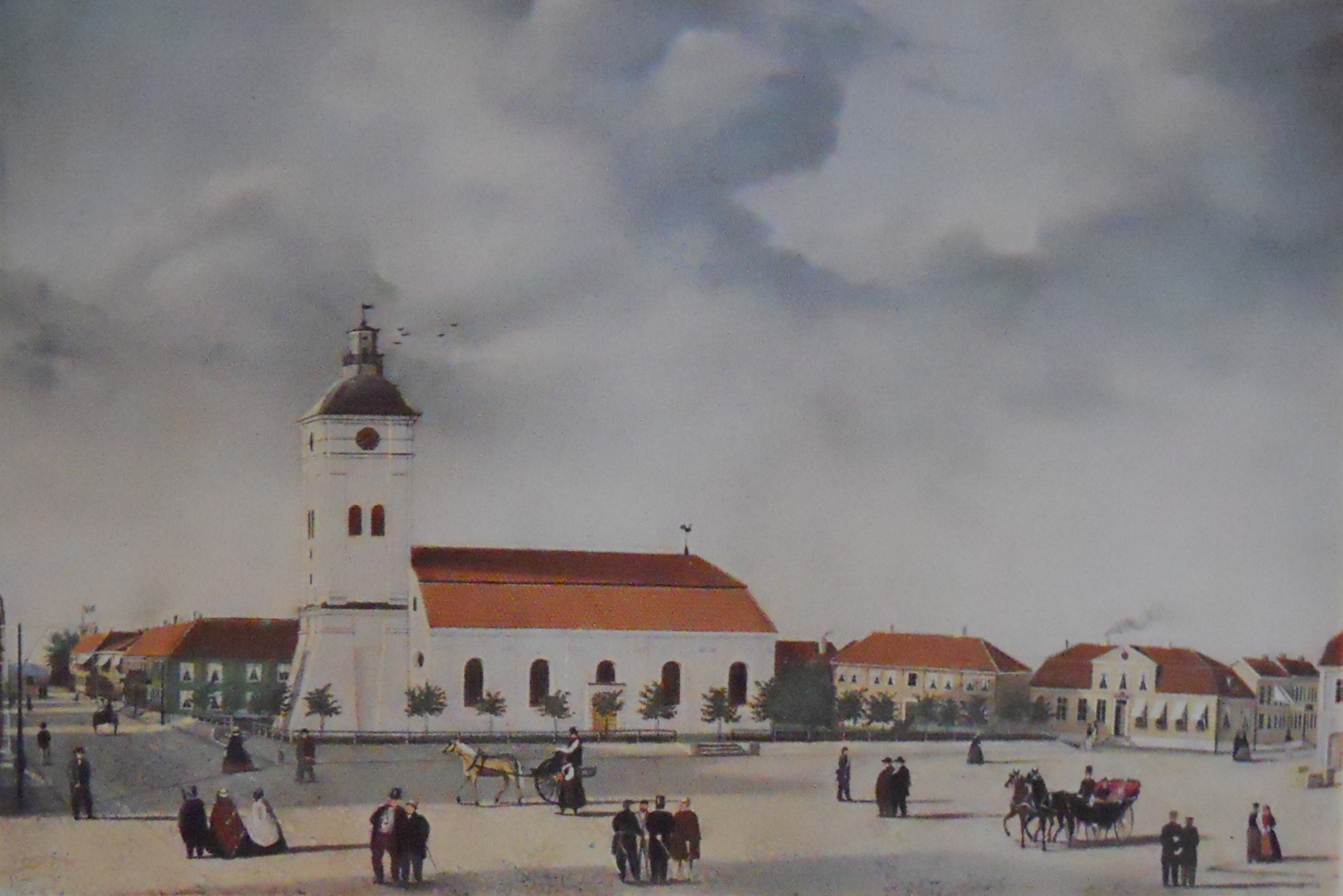
Varbergs torg och kyrkan 1859. Oljemålning av Birger Sjöberg.

Varbergs historia går tillbaka till medeltiden, då Halland ännu tillhörde det danska riket, men det exakta årtalet för stadens grundläggande är inte känt. Inte heller när den fick stadsprivilegier är känt, men borgare i staden omnämns i Erikskrönikan år 1309, så Varberg måste ha blivit en stad i juridisk mening före detta år. Vid denna tid hette staden Getakärr och låg omkring en kilometer norr om det nuvarande torget. Från Getakärr återstår endast Getakärrs kyrkoruin. 
På ett vårdkasberg i närheten av Getakärr anlade under 1200-talets sista decennier den danske stormannen Jacob Nielsen, greve av Norra Halland, en borg som skydd åt sig sedan han lysts fredlös efter mordet på kung Erik Klipping 1286. Borgen kom att få namn efter vårdkasberget (vardhberg, "vaktberg"), vilket gett upphov till namnet Varberg, som ursprungligen endast avsåg själva borgen. I början av 1400-talet fick Getakärr/Varberg konkurrens av en ny stad, Ny Varberg, som grundats några kilometer norrut av oklara anledningar. Ny Varberg kom snart att helt konkurrera ut Getakärr/Varberg, som i slutet kallades Gamla Varberg.
Den medeltida borgen byggdes i slutet av 1500-talet och början av 1600-talet till en för tiden mycket modern fästningsanläggning efter holländaren Hans van Stenwinkels ritningar, se Varbergs fästning. Efter att fästningen stod klar 1618 har den aldrig varit inblandad i något slag eller krig.
Ny Varberg brändes av svenskarna år 1612 under Kalmarkriget. Kung Kristian IV beslöt då att Varberg skulle flyttas. Staden återuppbyggdes efter en kunglig befallning år 1613 vid nuvarande Platsarna vid fästningen, denna stad kallas därför Varberg på Platsarna. 1645 blev Varberg svenskt genom freden i Brömsebro. Nästan hela staden förstördes i en eldsvåda 1666, och flyttades då till sitt nuvarande läge.

## Gamla Köpstad
Det berättas av tradition att Gamla Köpstad, som idag är en mindre ort i Träslövs socken, skulle ha varit Varbergs tidigaste föregångare på 1200-talet. Topografen och författaren Jacob Richardson (1687–1759) skriver följande i Hallandia antiqua et hodierna på 1750-talet:
| ”                                                 | Om stadens första upphof har man then efterrättelsen efter almän Sägen, som instämmer med historien, at wid gammel Kiöpstad, nu en Bonde by, liggande mehr eller mindre än ¼ mihl sunnan Warberg; warit handels stad. | „ |
| – Jacob Richardson, Hallandia antiqua et hodierna | |   |

Även Richardsons mer sentida kollega Sven Peter Bexell (1775–1864) ger i Hallands historia och beskrifning (1817) en beskrivning av Gamla Köpstad. Han beskriver "Ruinarne efter det fordna Warberg", med resterna av ett litet kapell med tillhörande kyrkogård och gravar. Bexell talar också om en stadsport och en brunn "af ganska ansenlig widd".
Sven Peter Bexells teori om det första Varberg vid Gamla Köpstad har dock fullständigt avfärdats av senare historiker. Albert Sandklef (1893–1990), mannen som grundade Varbergs Museum, skriver i Varbergs historia (1963) att de "synes sakna all grund".
Dock antyder ortnamnet Gamla Köpstad att det funnits en handelsplats på stället. I Halland finns sådana ortnamn även i Köpinge i Laholms kommun och i Köpstaden i Onsala i Kungsbacka kommun. Dessa platser har dock inte haft stadsprivilegier, utan var platser där man vid särskilda tillfällen höll marknad. De kan ha haft viss fast bebyggelse, men mestadels skedde köpenskapen i tält. En koppling mellan handelsplatsen Gamla Köpstad och staden Varberg låter sig göras, och Gamla Köpstad kan ha varit ett embryo som blev staden Varberg.

## Getakärr
Inget vet exakt när Varbergs grundades, och man vet heller inte orsaken till att staden anlades. Ursprungligen hette staden heller inte Varberg – det namnet dyker upp i källorna som beteckning på själva staden först på 1400-talet. Däremot tros Varbergs slott redan från början ha kallats Varberg. Det äldsta Varberg hette istället Getakärr. I ett dokument från 1343 skrivs namnet "villa Getakir", vilket är det äldsta bevarade skriftliga materialet där namnet förekommer. Dock nämns namnet redan av Saxo Grammaticus i samband med slaget vid Nissan 1066 (skrivs Getsjö) samt i Håkon Håkonssons saga år 1286. Man vet inte hur omfattande Getakärr var vid denna tid.
När Getakärr fick stadsprivilegier och därmed i juridisk mening blev en stad är inte heller känt, men borgare i staden nämns i Erikskrönikan 1309.
Getakärr var beläget strax norr om Varbergs nuvarande centrum. Staden hade en kyrka av gråsten, varav idag endast ruiner kvarstår (se Getakärrs kyrkoruin). Arkeologiska utgrävningar i Getakärr har gjorts, till exempel utgrävningen av själva kyrkan 1937–1938 och på 1980-talet provschakt i staden, men dessa utgrävningar är alldeles för blygsamma för att man ska kunna veta något om Getakärrs stadsplan. De arkeologiska lagren är daterade från 1200-talets andra hälft fram till 1400-talet. Bland fynden finns keramik och mynt.

## Varbergs slott
Bakgrunden till anläggandet av Varbergs slott är mordet på kung Erik Klipping i Finderup på Jylland år 1286. Stormannen och greven Jacob Nielsen anklagades för mordet. Han lystes fredlös och flydde därför till Norra Halland, det vill säga Halland norr om Ätran, som han tre år tidigare tilldelats som grevskap. På Vardhberget vid Getakärr lät han uppföra en försvarsanläggning. Namnet på detta berg, som betyder "vaktberg", har gett staden Varberg dess namn och syftade ursprungligen bara på slottet.

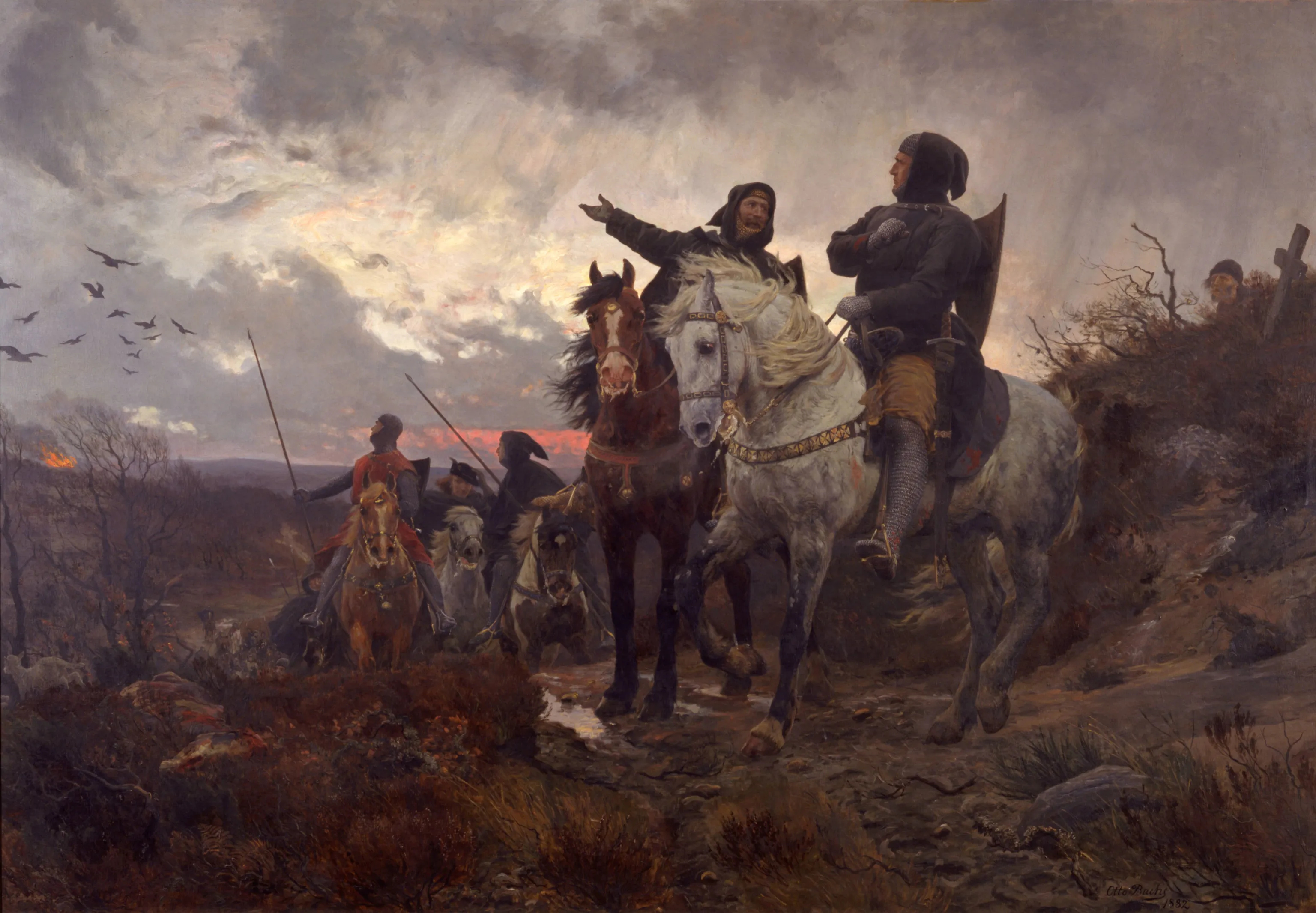
De sammansvurna rider från Finderup efter mordet på Erik Klipping Cecilianatten 1286, historiemålning av Otto Bache, olja på duk, 1882.

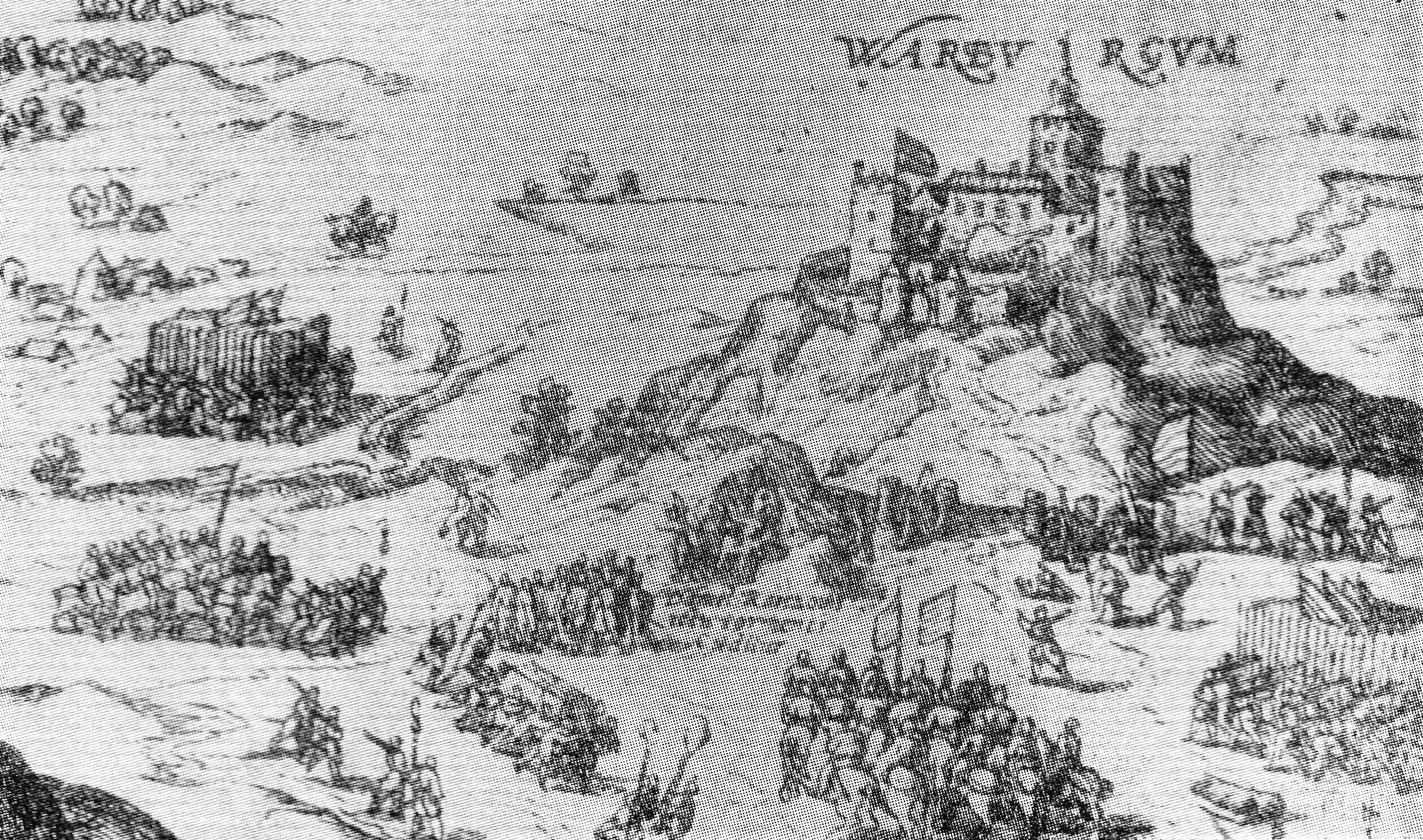
Danskarna erövrar Varbergs slott 1569, samtida kopparstick av Frans Hogenberg.

Varbergs slott var ursprungligen av blygsam omfattning, och bestod sannolikt till en början bara av en kastal som sedan utökades med ytterligare ett stenhus och en stenmur mot havet. Den norske kungen Erik Prästhatare och dennes efterföljare på tronen Håkon Magnusson understödde greve Jacob och försvarade Norra Halland. Från Norge kom hantverkare och byggmaterial, och 1305 överlät greven slottet i den norska kungamaktens händer. Då Håkon Magnussons dotter Ingeborg och svenske hertigen Erik Magnusson trolovades fick de Varbergs slott i förläning. Hertig Erik dog 1318 efter Nyköpings gästabud, men parets son Magnus valdes till svensk kung året därpå samt ärvde den norska tronen efter sin morfar. Under kung Magnus regeringstid fick Varbergs slott en viktig roll i nordisk politik, då kungamöten hölls och fredsfördrag undertecknades på slottet. 1366 övergick slottet i dansk ägo sedan kung Valdemar Atterdag erövrat länet. Unionsdrottningen Margareta tillbringade även hon mycket tid på Varbergs slott.

### Nordiska sjuårskriget
Under nordiska sjuårskriget var Varbergs slott inblandat i stridigheter. Efter att Älvsborgs fästning fallit i danskarnas händer (se Älvsborgs lösen) 1563 var Sverige helt avskuret från Västerhavet. Svenska trupper trängde fram i Viskadalen 1565, och sedan den danske befälhavaren på Varbergs slott vägrat kapitulera inleddes en beskjutning av slottet. Efter tre dagar föll Varbergs slott och intogs av svenskarna.
1569 var de danska trupperna tillbaka vid Varberg under Daniel Rantzaus befäl. Man började beskjuta slottet, och sedan Rantzau dödats av en svensk kula övertogs befälet av kung Fredrik II personligen. Efter att den svenske befälhavaren Bo Birgersson Grip stupat kapitulerade svenskarna och Varbergs slott föll åter i danska händer.

## Ny Varberg
I början av 1400-talet grundades ytterligare en stad i norra Halland, kallad Ny Varberg. Liksom i fallet Getakärr är Ny Varbergs historia höljd i dunkel. Vid de stadsbränder som flera gånger härjat Varberg har mycket arkivmaterial gått förlorat. Man vet att staden grundades någon gång mellan 1429 och 1434. Det är okänt varför en stad anlades i den redan befintliga staden Varbergs absoluta närhet, men det tycks ha funnits en konkurrens mellan Gamla Varberg och Ny Varberg. Att den nya staden fick samma namn som den gamla tyder på att det fanns en vilja att Ny Varberg skulle ta över Gamla Varbergs roll i norra Halland. Många historieforskare har försökt ta reda på vem som grundade Ny Varberg, men utan att lyckas.
Ny Varbergs läge låter sig däremot förklaras av det strategiska handelsläget, cirka 0,7 kilometer från kusten omedelbart norr om Himleån, där denna flyter samman med den så kallade Munkån. Himleån och Munkån förbands av en grävd vallgrav, så att staden var omgiven av skyddande vatten på alla sidor. En 700 meter lång kanal förband Ny Varberg med havet, på vilken handelsvaror transporterades på pråmar mellan staden och handelsskeppen ute vid havet.
Ny Varberg har varit föremål för omfattande arkeologiska utgrävningar, men ändå är det bara en liten del av stadens område som är utgrävt. Under 1400-talet var stadens yta troligtvis begränsad till omkring 6 000 kvadratmeter. Husen har troligen mestadels varit envåningshus av trä på enkla stengrunder.
Under början av Kalmarkriget (1611–1613) mellan Danmark och Sverige finns vittnesmål om hur Varbergs slott och Ny Varberg förbereddes för krig. På kunglig order bunkrades proviant på slottet och Mogens Gyldenstjerne fick i uppdrag att befästa Ny Varberg sedan svenskarna 1565 förstört stadens befästningar. Trots förstärkningarna brändes Ny Varberg ner av svenskarna natten den 4 februari 1612.

### Vor Frues kloster

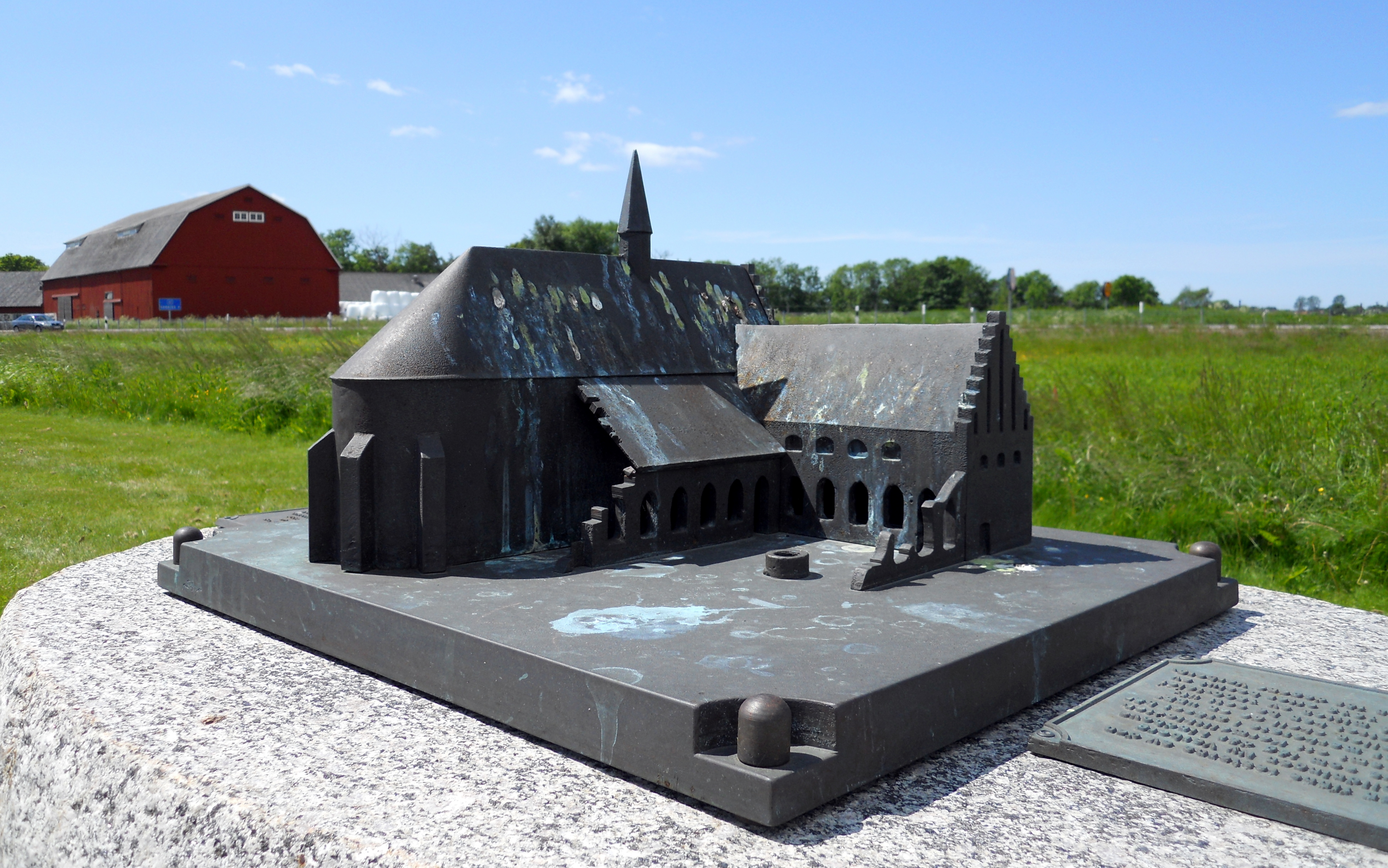
Modell av Vor Frues kloster i Ny Varberg.

Vor Frues kloster, tillhörigt Karmelitorden och tillägnat jungfru Maria, i Ny Varberg grundades av slottsherren Åke Axelsson Tott, troligtvis någon gång mellan åren 1472 och 1477. Tott hade varit landsflyktig i Sverige, men återfick 1472 Kristian I:s gunst och befattningen som länsherre i Varbergs län. Han tycks därför någon gång före sin död 1477 ha grundat klostret för att tacka Gud. Mycket litet är känt om klostret.
Klostret stängdes 1531 i och med reformationen, men klosterbyggnaderna kan ha använts som sjukhus därefter. Bland de arkeologiska fynden från klostret finns skärvor av stengods och glas, vilket tyder på att munkarna haft kontakt med kontinenten.
Det fanns även ett cistercienserkloster vid Klosterfjorden norr om Varberg, se Ås kloster.

## Fästningsbygget 1589–1618

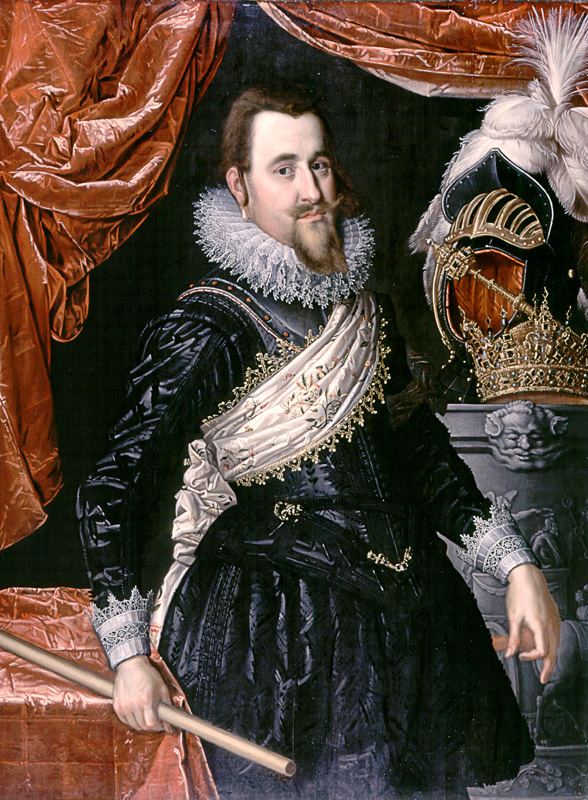
Kristian IV av Danmark lät bygga om Varbergs slott till en stark fästning och beslutade 1613 att flytta staden. Målning av Pieter Isaacsz.

Varbergs fästning konstruerades av byggmästaren Hans van Stenwinkel, en holländare som 1583 utnämndes till "Kongelig Bygmester" i Danmark. Detta skedde under Kristian IV:s regeringstid. 1589 höjde Danmarks regering Stenwinkels lön till 300 daler, och han fick samtidigt i uppdrag att bygga Akershus, Bohus och Varbergs fästningar. Man vet att Stenwinkel haft nytta av Daniel Specklins verk Architectura von Vestungen; hans exemplar av boken finns bevarat i Det Kongelige Bibliotek i Köpenhamn.
Det tycks som om arbetena i Akershus, Bohus och Varberg hade kommit igång i mars 1593. Då Stenwinkel samtidigt arbetade med fästningsbyggena i Akershus, Bohus och Varberg anställdes byggmästaren Christoffer Ulmer i februari 1595 för att under Stenwinkels överinseende leda bygget i Varberg.
Hösten 1617 var Varbergs fästning i det närmaste färdig, allt efter Stenwinkels ritningar. Fram till våren 1618 pågick de allra sista murningsarbetena. Ändra fram till räkenskapsåret 1619–1620 pågick mindre arbeten på fästningens vallar, men under denna tid var varken murare eller kalkslagare anställda vid bygget. Man beräknar att två miljoner dagsverken utfördes under fästningsbygget.

## Staden på Platsarna 1613–1666
Efter att Ny Varberg bränts ner av svenskarna 1612 insåg Kristian IV att staden måste flyttas. En ny stad anlades på Platsarna intill fästningen efter en kunglig befallning den 14 januari 1613, då arbetet med den nya fästningen ännu pågick alldeles i närheten.
Den nya staden stod inför många svårigheter. Många av stadens borgare hade dödats under svenskarnas anfall, och av de överlevande var det många som valde att flytta till andra städer. Att locka borgare från andra städer att flytta till Varberg var svårt, på grund av de skatter som då väntade. Därför beslutade kungen i en förordning daterad den 19 maj 1617 att "fremmende och utlendiske" fick rätt att bosätta sig i Varberg utan åläggas någon särskild börda.
1617 befallde kungen adeln i Varbergs län att de skulle låta sina underlydande bönder frakta vardera 50 lass sten till Varberg för att bygga en stadsmur, men inte förrän 1625 hade tillräckligt med sten dragits fram. Ingenjören Abraham de la Haye sändes till Varberg, och en manshög mur eller stengärde byggdes runt staden.
Vid freden i Brömsebro 1645 blev Halland och Varberg svenskt. Fästningen överlämnades av Iver Krabbe, den siste danske kommendanten i Varberg, till den svenske generalmajoren Lars Kagg. Fästningen besattes sedan av fyra svenska kompanier. Krabbe förde med sig fästningens slottsarkiv till Köpenhamn.
En förödande stadsbrand drabbade Varberg den 12 augusti 1666. Samtliga stadens byggnader, med undantag för några låga envåningshus i stadens östligaste del, lades i aska. Kyrkan, rådhuset, skolan och hospitalet förstördes. Stadens invånare blev husvilla, och tvingades söka tak över huvudet på fästningen.
Man sände bud till regeringen i Stockholm med bön om hjälp. Den 25 november, tre och en halv månad efter branden, lät man meddela att Kungl. Maj:t "tagit i nådig consideration den stora olycka och undergång som Staden Warberg genom den hefftige wådelden nyligen är händt" då hela staden "med dess publique och private hus och byggningar bleff brändt och i aska lagdh". Kungen beslutade att Varberg skulle ha samma förmåner och privilegier som staden haft tidigare. Dessutom fick den sex års skattefrihet och rätt att i tre år införa 500 tunnor salt årligen.

## Mellan stadsbränderna 1666 och 1767–1768

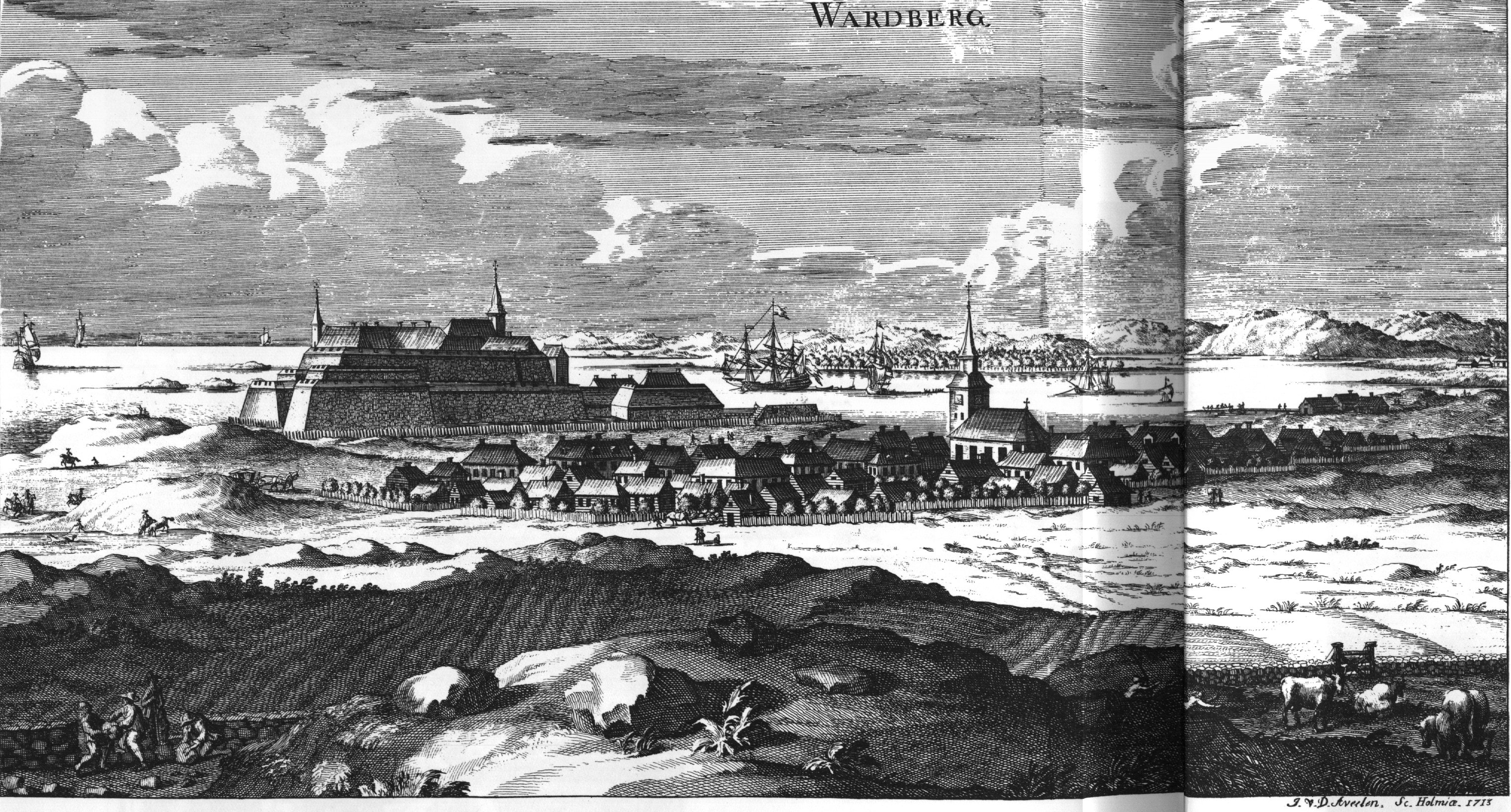
Wardberg ur Erik Dahlberghs Suecia antiqua et hodierna, kopparstick från 1713. Vid denna tidpunkt hade staden legat på sin nuvarande plats i ett halvsekel. Över hustaken reser sig Caroli kyrka och i bakgrunden tronar fästningen.

Efter 1666 års stadsbrand flyttades Varberg ytterligare en gång. Detta beslut motsatte sig stadens borgare, men till slut fick man ge med sig. Stadens nya läge gav "bättre rum framföre Castellet och rätta distansen därifrån, så är på ingen wijdare förändrig att tänka", som generalguvernör Gustaf Persson Banér skrev till Varbergs borgmästare Nils Agrell den 19 februari 1668.
Efter branden 1666 saknade varbergarna en ordentlig gudstjänstlokal. Den första tiden hölls gudstjänster sannolikt på slottet, men så snart den nya stadsplanen kommit stadsborna tillkänna uppfördes ett skjul som en provisorisk helgedom på den plats som var avsedd för kyrkan. Staden fick ta emot kollekt från hela riket för att bekosta en ny ordentlig kyrka. Borgmästare Agrell lyckades också med att få en del pengar donerade av olika personer till ändamålet. Slutligen år 1685, 19 år efter branden, hade man fått ihop tillräckligt med pengar genom gåvor, kollekt och lån för att anlita en murmästare att bygga kyrkans murar. Tullfrihet för införsel av byggnadsmaterial erhölls. Denna kyrka, kallad Caroli kyrka, invigdes den 30 november 1687 av biskopen i Göteborg Daniel Larsson Wallerius.
Under 1700-talet anlades ofta manufakturer i svenska städer, så även i Varberg. År 1732 grundades ett tobaksspinneri, alltså en anläggning för tillredning av tobak. Tobaksspinneriet förstördes i den stora branden 1767 (se nedan), men därefter grundades i stället en tobaks- och snusfabrik. År 1755 anlade rådmannen Emanuel Bagge ett pipebruk, som även det brann 1767. Om det återuppfördes vet man inte. Ett färgeri för linne, silke och kläde grundades 1761 och arbetade också med tillverkning av tryckta textilier. Senare tillkom ännu en färgare. Ett saltverk anlades på Skrivareklippan 1798.
I början av 1767 cirkulerade rykten i Varberg om att en kvinna sett "eldtekn", alltså en sorts omen, ovanför hus i staden. Magistraten menade att invånarna oroades alltför mycket av detta. Men den 18 maj 1767 drabbades Varberg av en omfattande stadsbrand som förstörde hälften av staden – alla hus norr om Torggatan. Under tre timmar härjade elden. Caroli kyrka, skolan, hospitalet, de båda prästgårdarna och en mängd andra byggnader, sammanlagt 67 hus, blev lågornas rov. Elden började i arbetskarlen Johan Forsmans hus. Branden krävde en människas liv: en gammal kvinna som blev innebränd på hospitalet. Efteråt bedömde rätten att ingen kunde hållas ansvarig för kvinnans död, men Forsmans hustru dömdes av Varbergs kämnärsrätt att böta sammanlagt 60 daler för kyrkan och de övriga husen, "samt att gälda skadan".
Året därpå, natten till den 28 september 1768, uppstod en ny brand hos krukmakaren Jöns Falkenström. Kvällen innan hade Falkenström bränt lerkärl i sin ugn. På natten tog det eld i en vedstapel intill brännugnen. Elden spred sig snabbt och 40 hus förstördes. Falkenström dömdes av kämnärsrätten att böta 20 daler, men eftersom hans hus förstörts i branden kunde han inte betala och straffet omvandlades till åtta dagars fängelse "wid watten och bröd".

## Mellan stadsbränderna 1768 och 1863

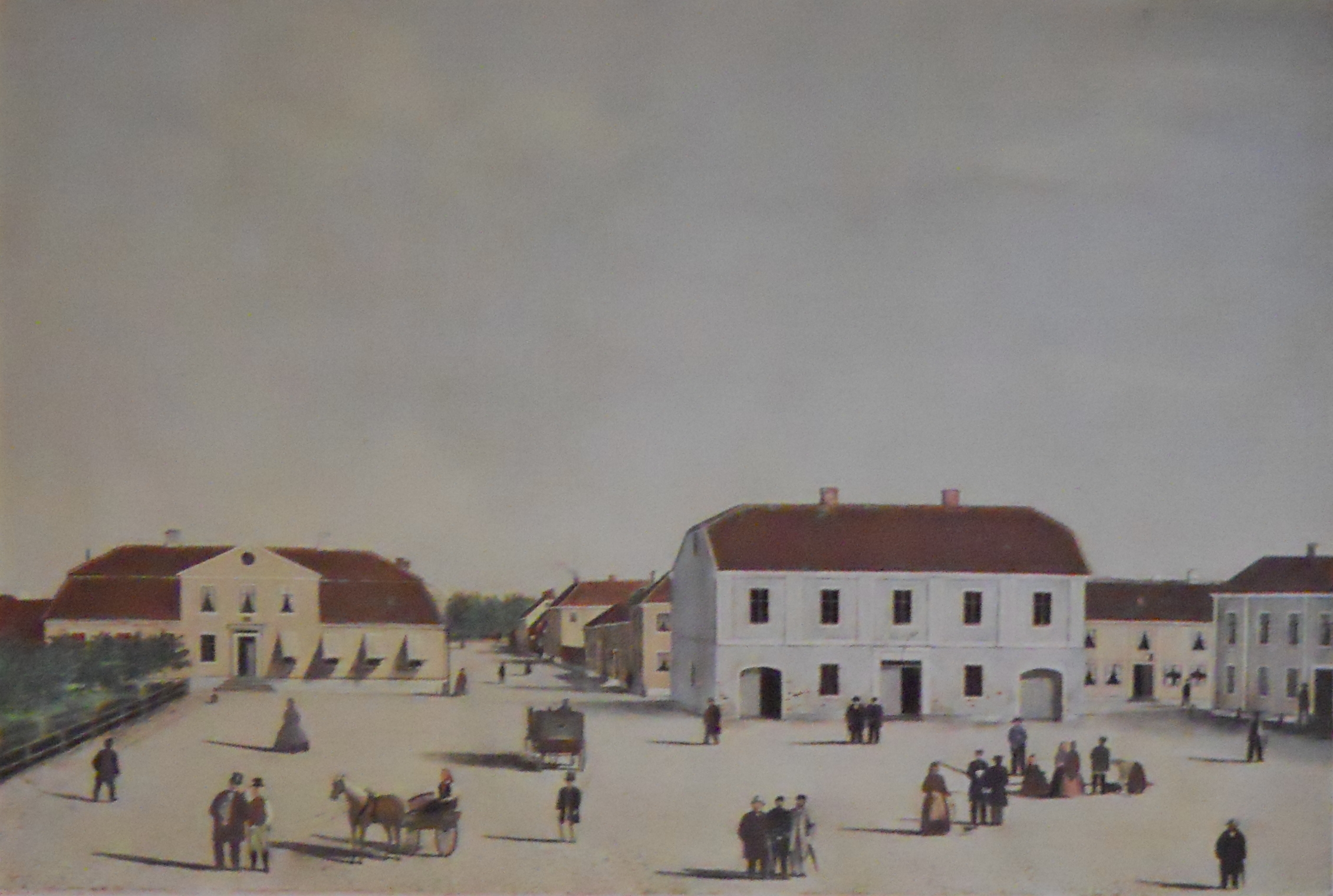
Varbergs torg 1859, oljemålning av Birger Sjöberg. Den blå byggnaden rakt fram är Varbergs rådhus från 1780-talet, nedbrunnet 1863.

Under 1800-talet blev Varberg en kurort. Traditionen går tillbaka till 1811, då Svartekällan vid Apelviken söder om staden, första gången reklamerades som surbrunn. Över källan byggdes 1817 ett brunnshus, men från och med 1837 fann man det mer praktiskt att transportera in vattnet till Varberg, där det serverades i brunnssalongen i Brunnsparken mittemot kyrkan. Parken inhägnades med ett risgärde, där fester, konserter och så vidare hölls för badsocieteten. Gästerna skyddades för solen av trädens grönska, eftersom solbränna inte var något som eftertraktades av tidens överklass. Staden fick sitt första varmbadhus 1822. Det hade fem badrum. Norr om hamnen byggdes en badflotte för kallbad. Denna verksamhet förbättrades 1848 med två badsumpar. Dessa ersattes 1852 med två nya. Åren 1855 och 1856 tillkom fler badsumpar.
På 1850-talet utvecklades staden som badort, mycket tack vare den reguljära ångbåtslinjen längs kusten mellan Göteborg och Malmö/Köpenhamn, och senare även till Lübeck i Tyskland. I Johan Wallins Beskrifning öfver badorterna å Sveriges vestra kust (Göteborg 1858) rekommenderas också sjövägen framför landvägen till Varberg. Varberg var vid denna tid en mycket liten stad, år 1850 hade staden endast 2 123 invånare.
Varbergs folkskola inledde sin verksamhet den 17 juni 1842, genom folkskolestadgans ikraftträdande samma år.
Vid 1800-talets mitt tog stenhuggeriverksamheten i Varberg sin början. Köpmannen Carl August Kullgren drev en stenhuggerifirma i Bohuslän. Efter hans död 1851 fortsatte verksamheten att drivas av hans änka Ulrika Kullgren under firmanamnet Granit Aktie-Bolaget C.A. Kullgrens Enka. Parets son Ivar Kullgren var firmans chef. Han var den som började bryta granit i Varberg. Hans yngre bror Allvar blev ledare för stenhuggerifirmans verksamhet i Varberg. Genom ett avtal med fångvårdsstyrelsen fick man utnyttja straffångarna på Varbergs fästning som arbetskraft mot en mindre ersättning till staten. Man högg enklare stenarbeten, som till exempel gatsten, men det fanns även specialister för att hugga mer avancerade arbeten. Straffångarna förflyttades från fästningen 1882, och militärens disciplinkommando flyttade in i lokalerna. I disciplinkommandot fick soldater som brutit mot krigsmaktens disciplin avtjäna resten av den värvningstid som överenskommits med krigsmakten. En del av dessa soldater sattes i arbete i stenbrotten, och så fortgick det till 1897, då disciplinkommandot lades ner och civil arbetskraft helt tog över i stenbrotten.
Några exempel på byggnader där sten från Varberg använts är Danmarks Nationalbanks numera rivna byggnad i Köpenhamn (ritad av Johan Daniel Herholdt), Viborgs domkyrka vid restaureringen på 1860-talet, Lunds domkyrka vid Helgo Zettervalls ombyggnad och Universitetshuset i Lund, ritat av samme Zettervall. Till en början var Kullgrens Enka det enda stenhuggeriföretaget i Varberg, men mot sekelskiftet 1900 tillkom flera konkurrenterna Ranch & Son och Eliasson & Johansson. Även Hugo Gerlach var inblandad i stenindustrin. Under första världskrigets 1914–1918 upphörde stenhuggeriverksamheten i Varberg.
Den sista stadsbranden i Varberg bröt ut på kvällen den 5 november 1863. Elden började i ett hus vid Västra Vallgatan. Just denna kväll blåste en hård västlig storm, vilket ledde till att elden snabbt spred sig. Snart var alla hus söder om Torggatan övertända.

## Tiden efter stadsbranden 1863 och industrialiseringen

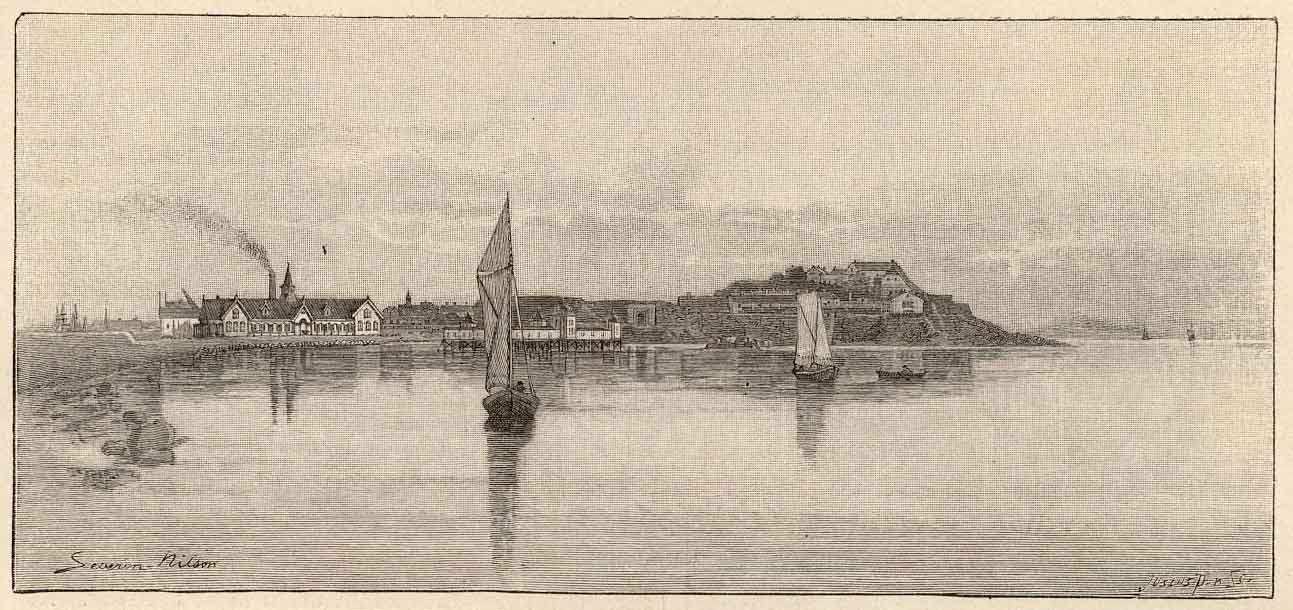
Varberg med fästningen på xylografi 1888 efter en tavla av Severin Nilsson.

På 1870-talet minskade Varbergs betydelse som kurort. Andra badorter på västkusten, främst Marstrand i Bohuslän, konkurrerade om badgästernas uppmärksamhet.
Halland industrialiserades förhållandevis sent. En orsak till detta är att det saknades större städer i länet: Varberg var år 1800 Hallands största stad med endast 1 400 invånare. En faktor som fick igång industrialiseringen i Varberg var textilindustrin i den närliggande Sjuhäradsbygden i Västergötland, då Varbergs hamn påverkades av detta. Varberg fick sin första järnvägsförbindelse 1880, då Varberg–Borås Järnväg öppnades den 27 oktober. Därefter tillkom Västkustbanan, 1888 invigdes linjen Göteborg–Helsingborg. Sin tredje järnvägsförbindelse fick Varberg 1911 genom Varberg–Ätrans Järnväg, som förband staden med Ullared och Ätran. Varberg–Ätrans Järnväg lades ner 1961.
1898 väcktes frågan om att uppföra ett stadshus i Varberg, och 1902 stod det nya stadshuset färdigt. Det uppfördes av Byggmästare Johannes Nilsson, efter ritningar av Ola Anderson. Stadshuset innehöll även hotell och andra verksamheter. Se Varbergs stadshotell.
Varberg fick sin första fasta brandkår 1903, efter att en särskild brandstyrelse tillsatts året innan. Dessförinnan hade nästan hela den manliga befolkningen i staden organiserats i brandförsvaret, men nu ersattes denna organisation av en ny kår som, på frivillig grund, professionellt ägnade sig åt att bekämpa bränder. Det gamla varmbadhuset ersattes 1925 med ett helt nytt varmbadhus i tjugotalsklassicism på andra sidan Societetsparken. 1931 upphörde Varbergs fästning att fungera som fängelse och de sista fångarna flyttades därifrån. 1937 placerades skulpturen Badande ungdom, utförd av Bror Marklund, på Varbergs torg.

## 1900-talets senare del

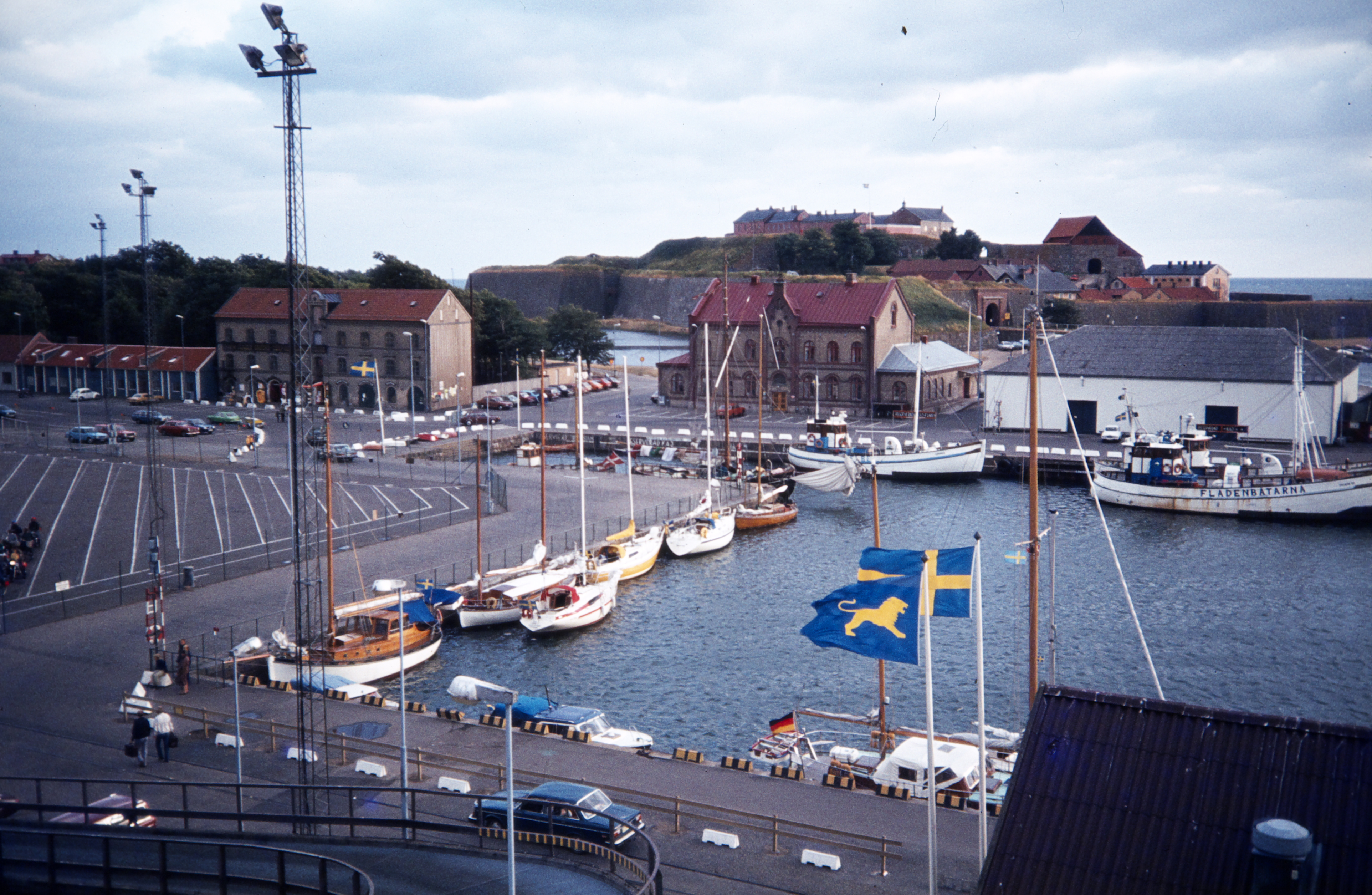
Varbergs hamn i augusti 1982.

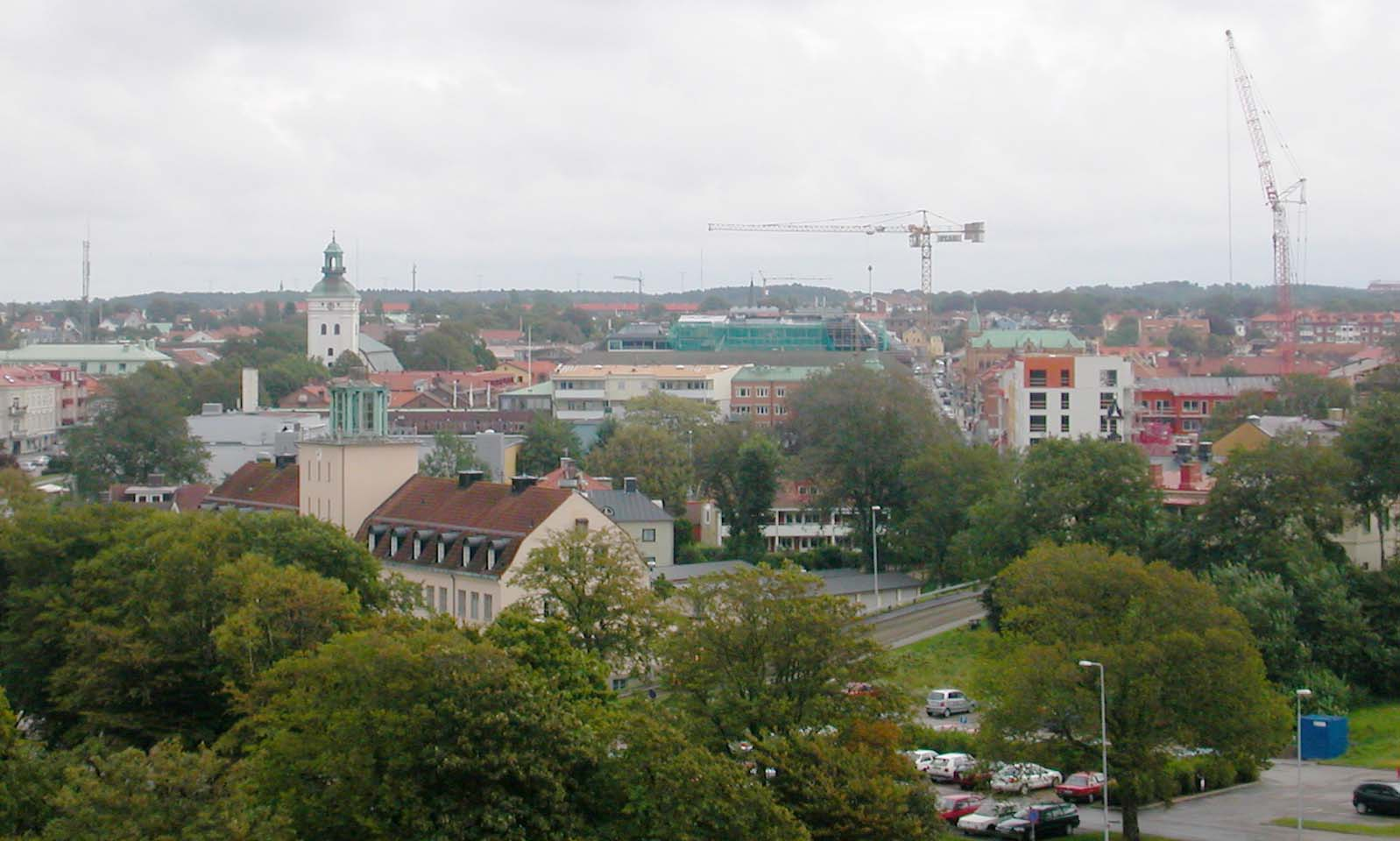
Utsikt mot Varberg från fästningen i augusti 2004. Bygget av kvarteret Kyrkoherden pågår till höger.

På 1940-talet var stadens administration trångbodd, och en utbyggnad av Varbergs rådhus ansågs inte vara en lämplig lösning på problemet då detta inte skulle kunna ge ändamålsenliga lokaler till en rimlig kostnad. En ombyggnad av Varbergs stadshotells lokaler i stadshuset till förvaltningslokaler diskuterades, men avslogs. Till slut löstes problemet på så vis att den gamla läroverksbyggnaden i Norra Förstaden, som inte längre användes sedan läroverket flyttat till nya lokaler i Påskbergsskolan på Ringvägen, togs i bruk som stadshus (se Varbergs stadshus) år 1954.
Genom kommunreformen 1971 slogs Varbergs stad samman med Himledalens, Tvååkers, Lindbergs, Veddige, Värö och Kungsäters landskommuner till den nya storkommunen Varberg. Man bestämde att Varbergs stadsvapen skulle användas för hela den nya kommunen, se Varbergs kommunvapen. 1972 stod det nya Sjukhuset i Varberg färdigt. I början av 1980-talet byggdes ett nytt folkbibliotek i Norra Förstaden. Biblioteket invigdes den 11 januari 1981 av riksdagens talman Ingemund Bengtsson.
Den 16 juni 1988 besöktes Varberg av det danska regentparet, drottning Margrethe II och prins Henrik. De anlände till Varberg med båt och saluterades då från fästningen. Det officiella besöket innehöll en visning av fästningen genom dåvarande länsmuseichefen Bengt-Arne Persson.
1992 öppnades ett nytt kurorts- och kusthotell, nuvarande Comwell Varbergs Kurort, i Kustsanatoriet Apelvikens gamla lokaler i Apelviken.
Natten till den 26 januari 2002 utbröt en förödande brand i det gamla godsmagasinet vid järnvägsstationen. Brandkåren larmades till platsen, men kunde inte rädda dem gamla träbyggnaden. Branden tros ha börjat i en avfallscontainer på byggnadens baksida.

## Varbergs befolkning 1570–2005
Här nedan följer historisk befolkningsstatistik för Varberg. Siffror för Varbergs stad finns tillgängliga fram till den 31 december 1970, innan "stad" upphörde som ett administrativt begrepp i Sverige genom kommunreformen 1971. Siffror för tätorten avser tätorten Varberg enligt Statistiska centralbyråns definition, alltså ett tättbebyggt område med minst tvåhundra invånare och där avståndet mellan husen är mindre än tvåhundra meter.

### I tabellform
| År   | Folkmängd     | Folkmängd        |
|      | Varbergs stad | Tätorten Varberg |
| ---- | ------------- | ---------------- |
| 1570 | 493           |                  |
| 1610 | 564           |                  |
| 1650 | 599           |                  |
| 1690 | 840           |                  |
| 1730 | 1 135         |                  |
| 1770 | 1 440         |                  |
| 1810 | 1 331         |                  |
| 1850 | 2 123         |                  |
| 1890 | 4 387         |                  |
| 1930 | 8 561         |                  |
| 1950 | 12 555        |                  |
| 1960 |               | 14 089           |
| 1965 |               | 15 714           |
| 1970 | 19 962        | 17 768           |
| 1975 |               | 19 467           |
| 1980 |               | 19 668           |
| 1990 |               | 22 728           |
| 1995 |               | 24 491           |
| 2000 |               | 25 067           |
| 2005 |               | 26 041           |

### I diagramform
| Befolkningsutvecklingen i Varbergs stad 1570–1970 | Befolkningsutvecklingen i Varbergs stad 1570–1970 | Befolkningsutvecklingen i Varbergs stad 1570–1970 | Befolkningsutvecklingen i Varbergs stad 1570–1970 | Befolkningsutvecklingen i Varbergs stad 1570–1970 |
| ------------------------------------------------- | ------------------------------------------------- | ------------------------------------------------- | ------------------------------------------------- | ------------------------------------------------- |
|                                                   |                                                   |                                                   |                                                   |                                                   |
| År                                                |                                                   |                                                   | Invånare                                          |                                                   |
| 1570                                              | 1570                                              |                                                   | 493                                               | 493                                               |
| 1610                                              | 1610                                              |                                                   | 564                                               | 564                                               |
| 1650                                              | 1650                                              |                                                   | 599                                               | 599                                               |
| 1730                                              | 1730                                              |                                                   | 1 135                                             | 1 135                                             |
| 1770                                              | 1770                                              |                                                   | 1 440                                             | 1 440                                             |
| 1810                                              | 1810                                              |                                                   | 1 331                                             | 1 331                                             |
| 1850                                              | 1850                                              |                                                   | 2 123                                             | 2 123                                             |
| 1890                                              | 1890                                              |                                                   | 4 387                                             | 4 387                                             |
| 1930                                              | 1930                                              |                                                   | 8 561                                             | 8 561                                             |
| 1950                                              | 1950                                              |                                                   | 12 555                                            | 12 555                                            |
| 1970                                              | 1970                                              |                                                   | 19 962                                            | 19 962                                            |